# Капрауна
Капрауна (итал. Caprauna) — коммуна в Италии, располагается в регионе Пьемонт, в провинции Кунео.
Население составляет 124 человека (2008 г.), плотность населения составляет 12 чел./км². Занимает площадь 10 км². Почтовый индекс — 12070. Телефонный код — 0174.
Покровителем коммуны почитается святой Антоний Великий, память 2 сентября.

## Демография
Динамика населения:

## Администрация коммуны
- Официальный сайт: